# Thakurgaon (district)
Thakurgaon est un district du Bangladesh. Il est situé dans la division de Rangpur. La ville principale est Thakurgaon.

## Gallery

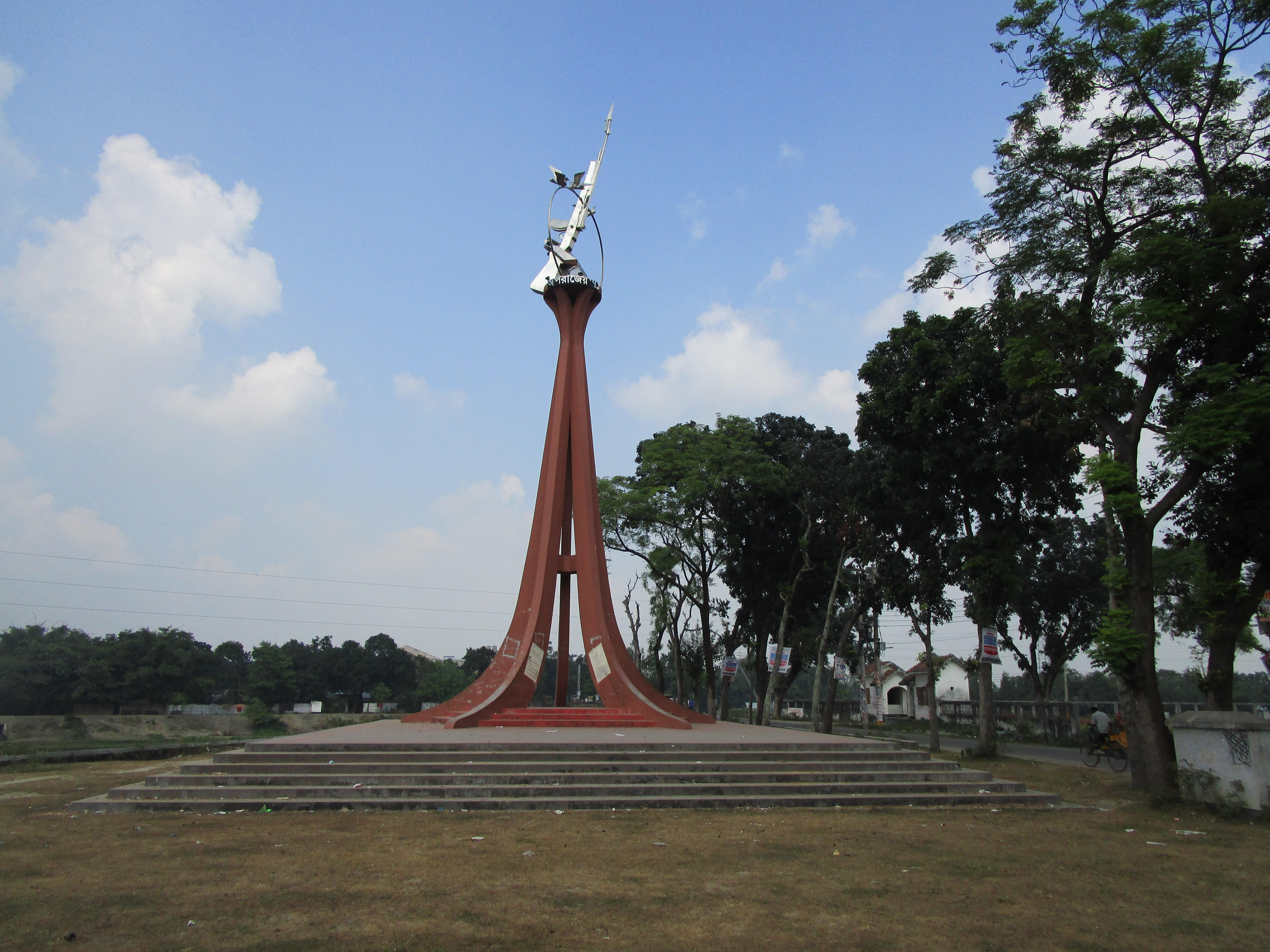
The Monument of 1971 War beside Tangon River
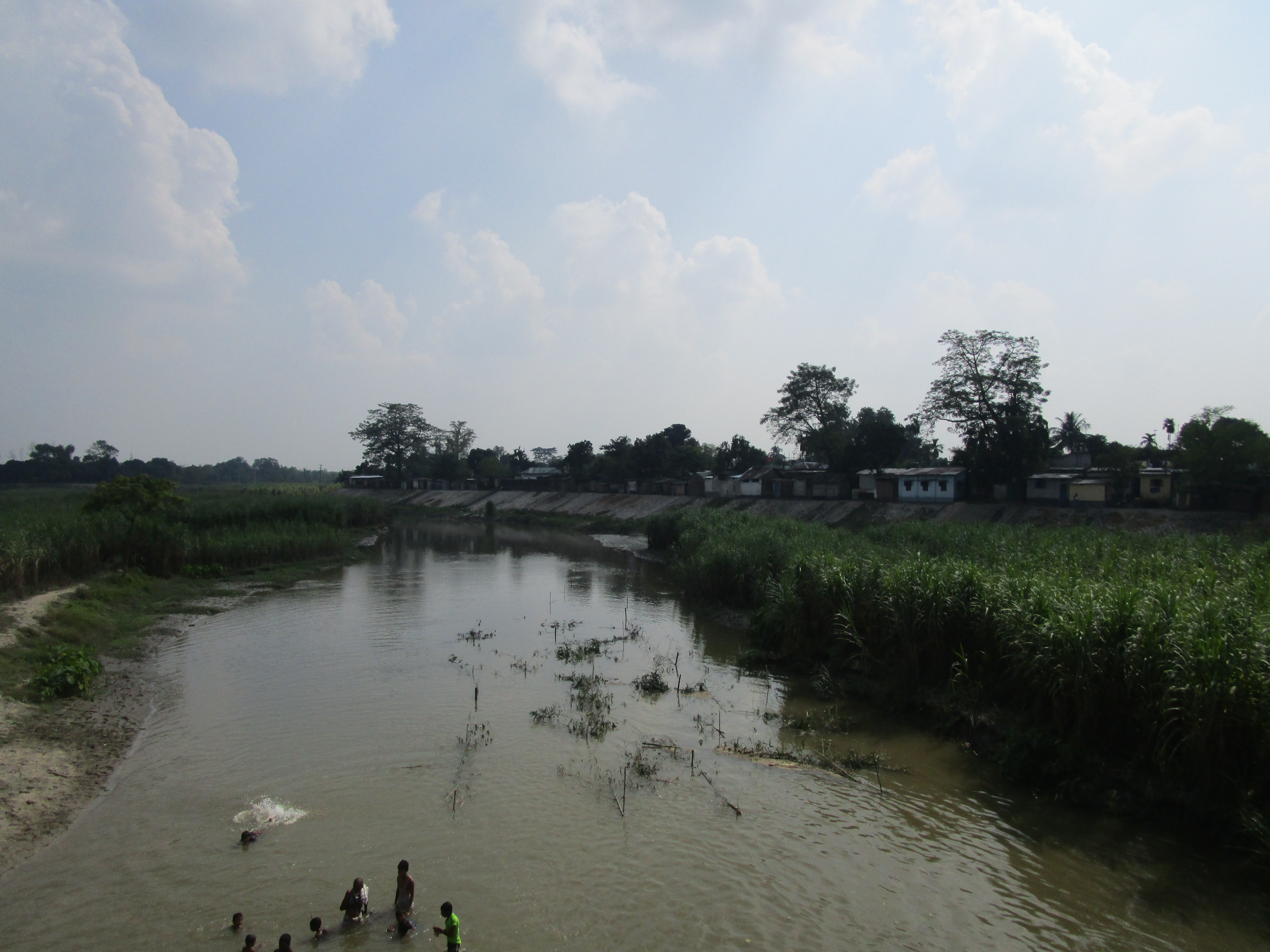
Shuk_River at Thakurgaon Sadar Upazila
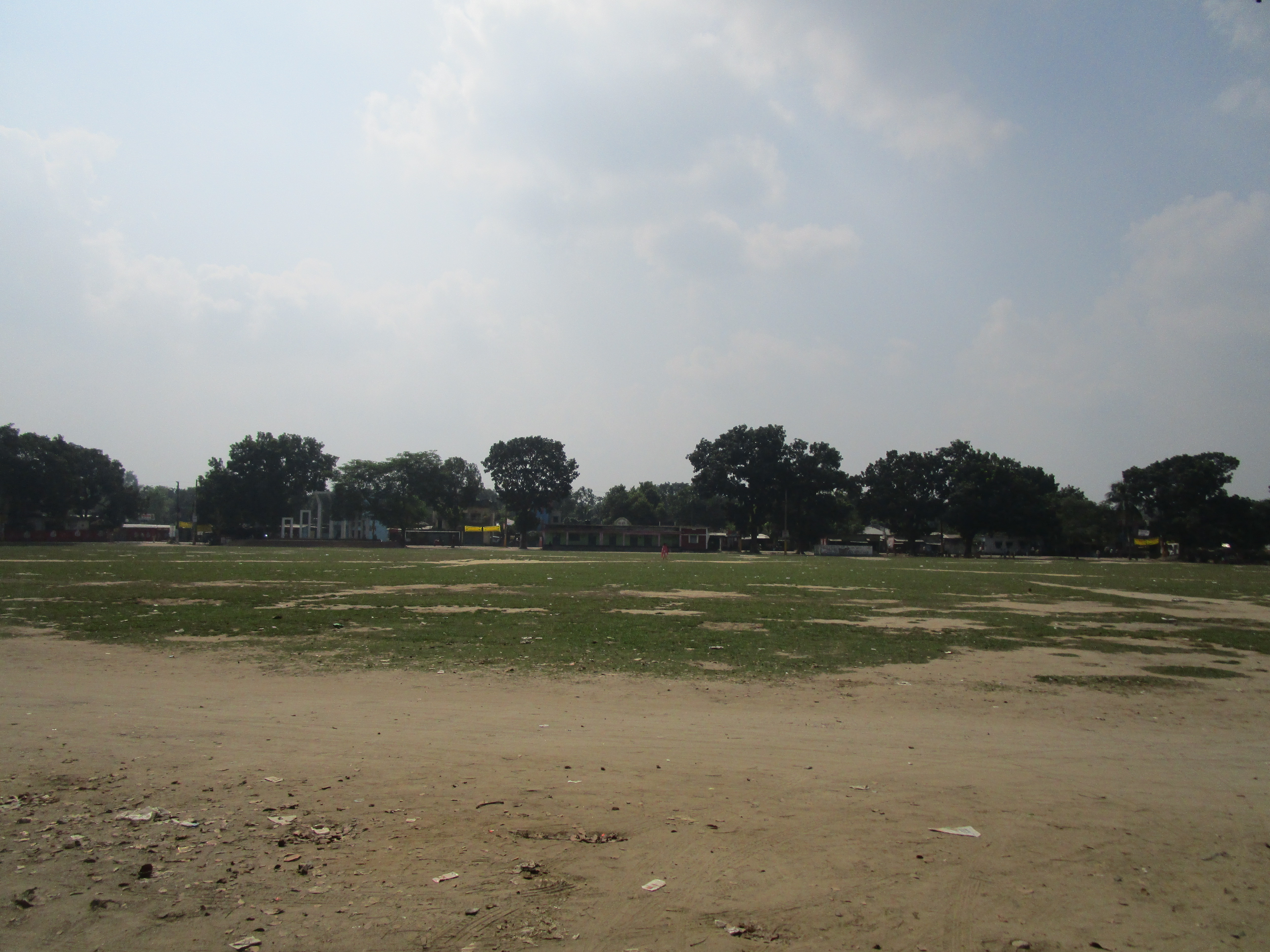
Playground of Thakurgaon
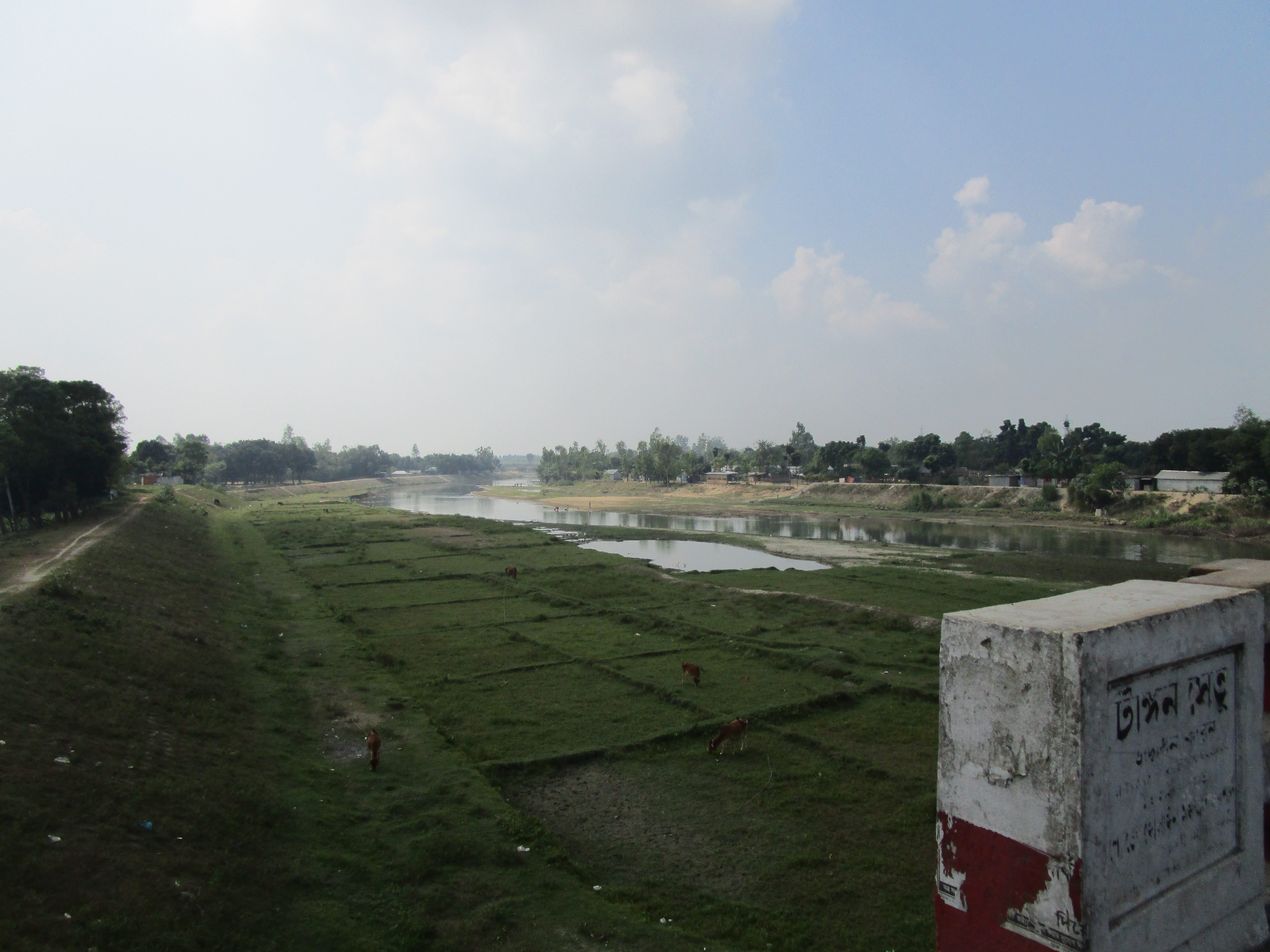
Tangon River from Tangon Bridge
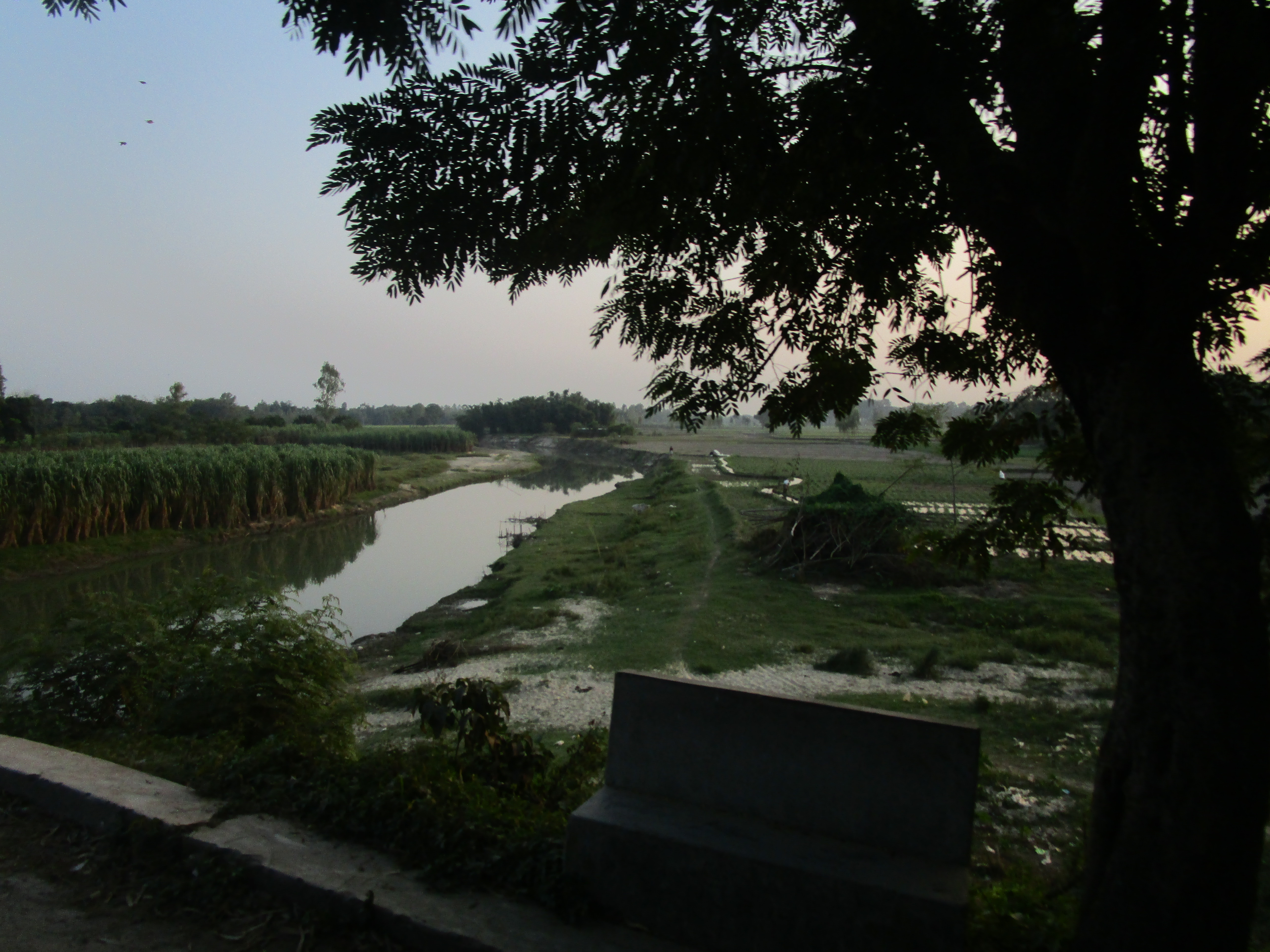
Kulik River at westside of Ranisankail Upazila
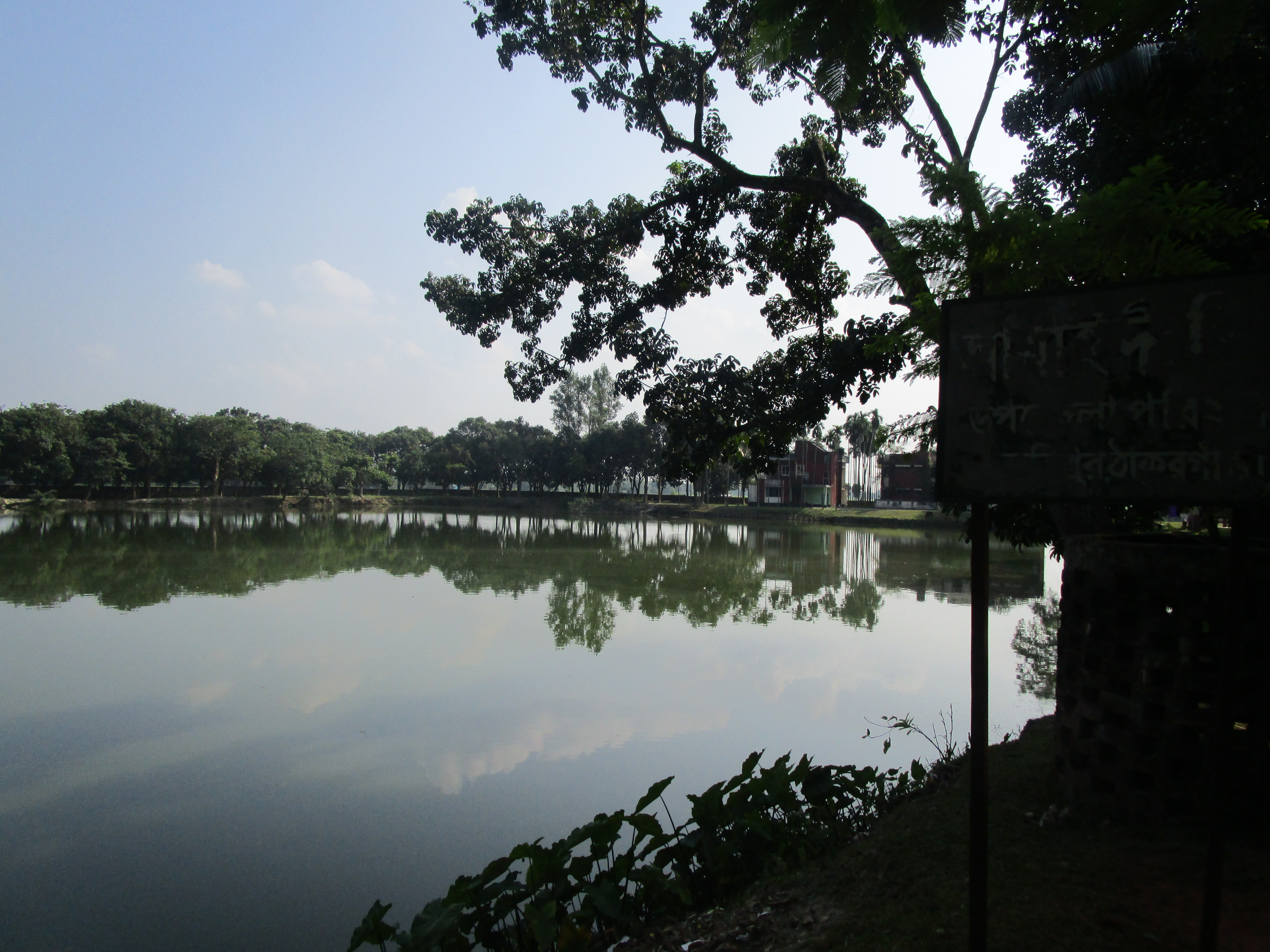
Amai Pond at Haripur Upazila parishad
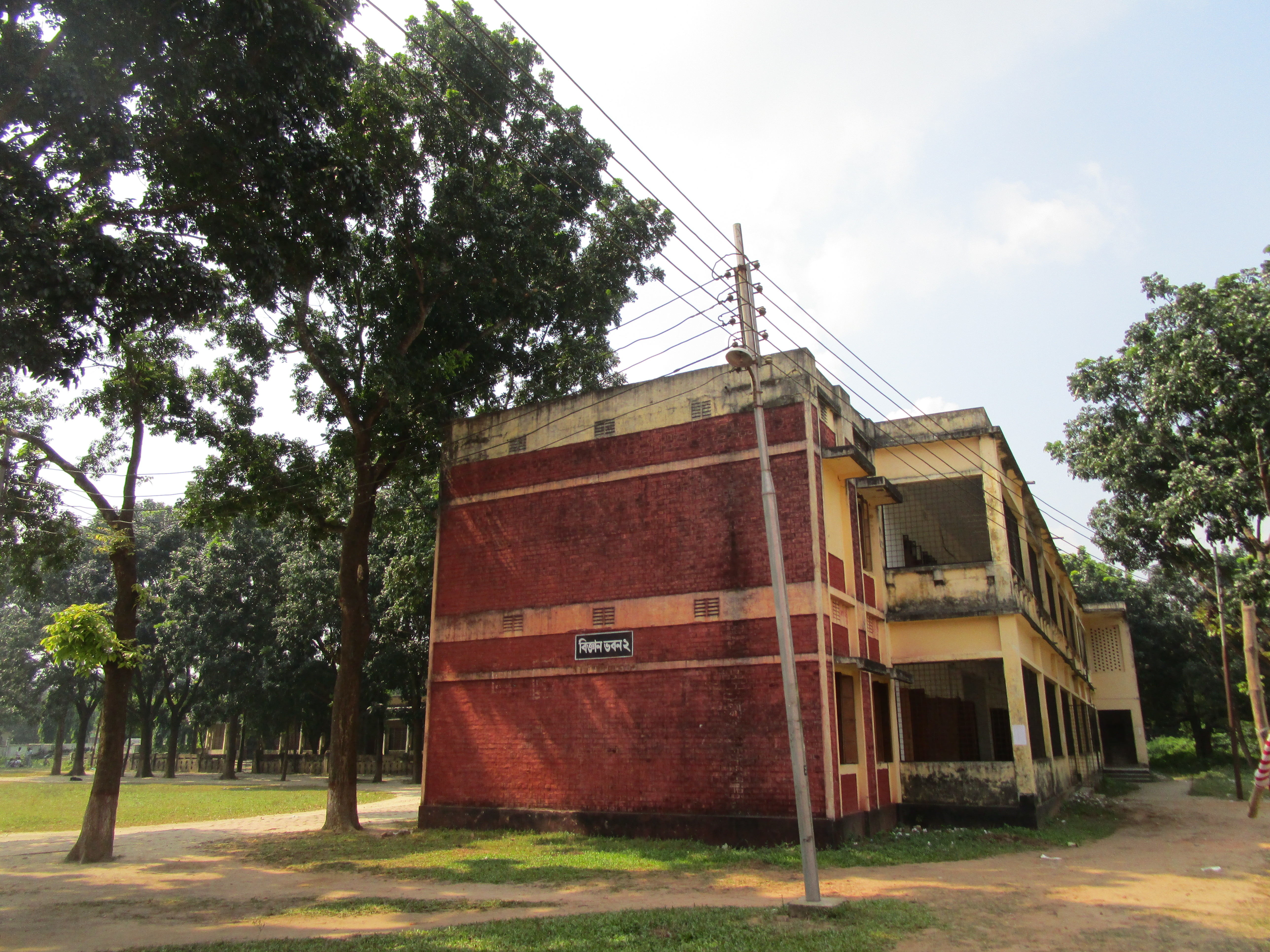
A science building of Thakurgaon Govt College.
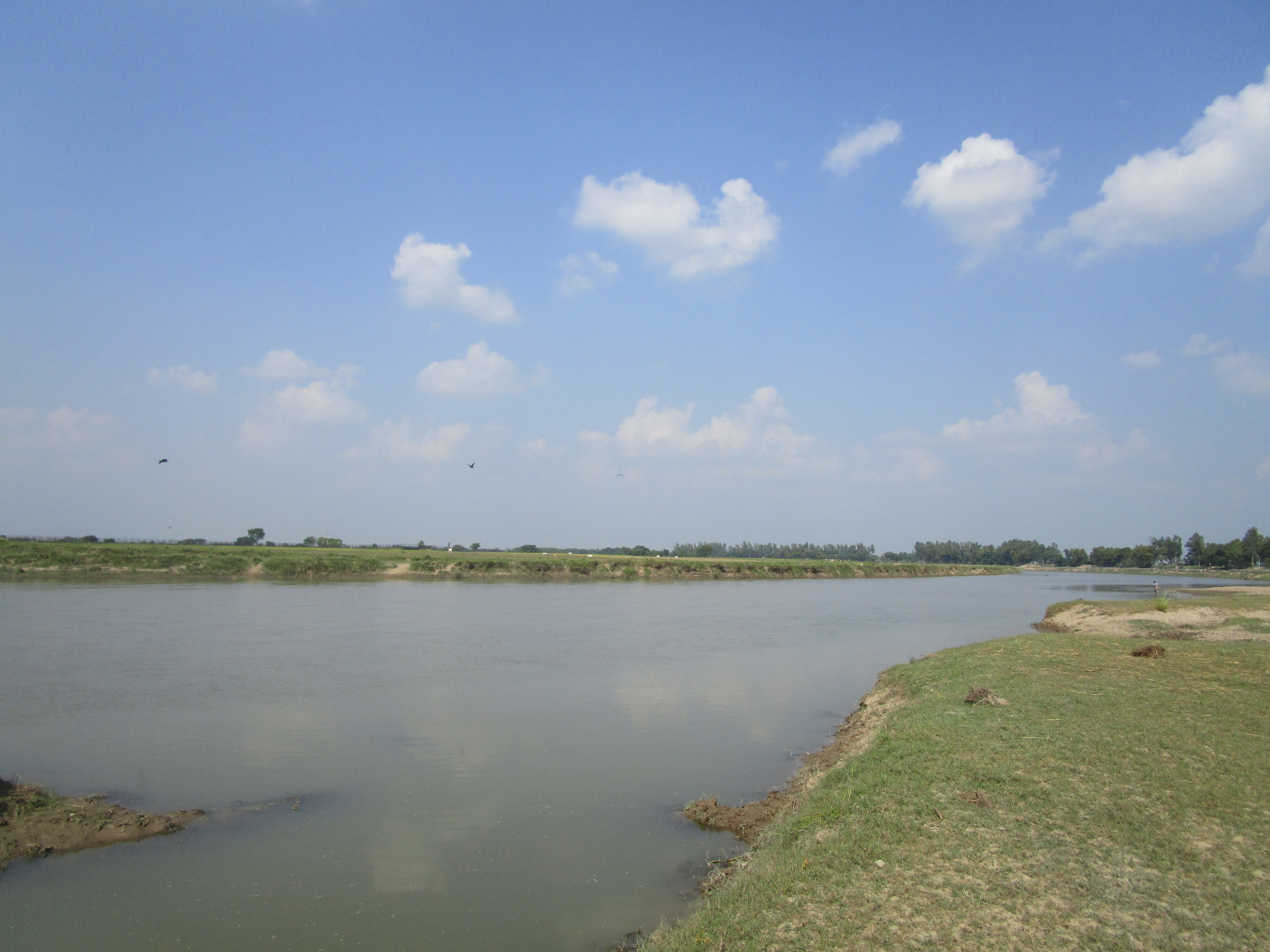
Nagor River at Haripur upazila
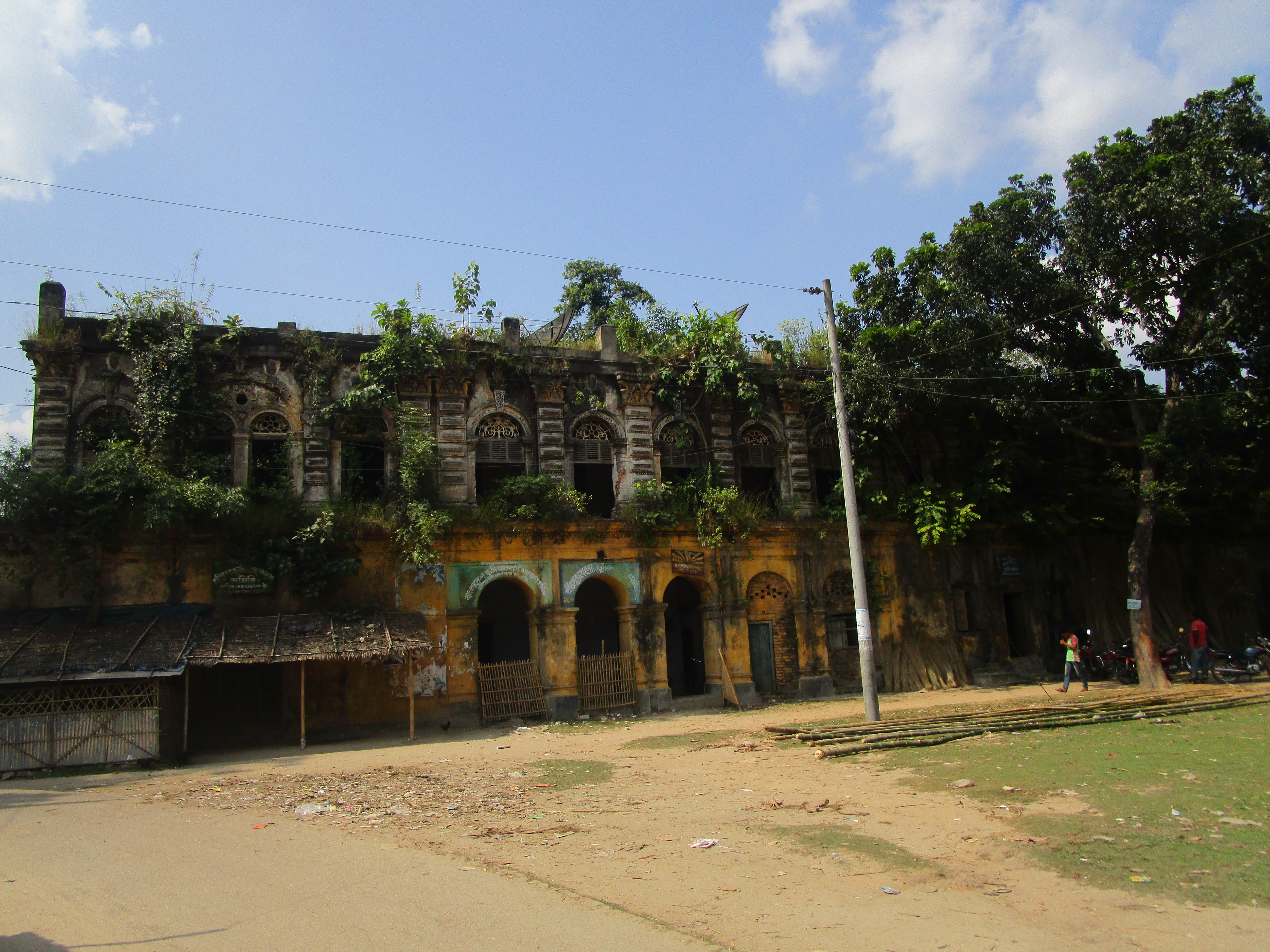
The Backside of Haripur king's palace